# سینا شیلکه
سینا شیلکه (زاده ۱۹ مه ۱۹۸۱، در هردکه) دونده سابق آلمانی است. بهترین‌های شخصی او ۱۱٫۱۶ ثانیه در دو ۱۰۰ متر، ۲۲٫۷۸ ثانیه در دو ۲۰۰ متر و ۷٫۱۹ ثانیه در دو ۶۰ متر داخل سالن است.
شیلکه در مسابقات قهرمانی نوجوانان جهان در سال ۲۰۰۰ در ۲۰۰ متر مدال نقره و همچنین با تیم دو ۴ در ۱۰۰ متر امدادی آلمان به مدال نقره دست یافت. زمانی که آلمانی‌ها در مسابقات قهرمانی دو و میدانی اروپا در سال ۲۰۰۲ در مونیخ به مقام دوم دست یافتند، او مدال دیگری در امدادی به دست آورد.